# ديفيد أولبرايت
ديفيد أولبرايت، ماجستير، هو فيزيائي أمريكي وخبير أسلحة، وهو مؤسس معهد العلوم والأمن الدولي غير الحكومي، ورئيسه الحالي، ومؤلف العديد من الكتب حول انتشار الأسلحة الذرية.

## البدايات
حصل أولبرايت على ماجستير العلوم في الفيزياء من جامعة إنديانا عام 1980، وماجستير العلوم في الرياضيات من جامعة ولاية رايت عام 1977، وبكالوريوس العلوم من جامعة ولاية رايت عام 1975. درَس الفيزياء في جامعة جورج ماسون في فرجينيا. من عام 1990 إلى عام 2001، كان أولبرايت عضوًا في اللجنة الاستشارية الصحية بولاية كولورادو، وشارك في تقييمها للآثار السمية والإشعاعية على السكان بالقرب من موقع إنتاج الأسلحة الذرية في روكي فلاتس.

## العمل مع الوكالة الدولية للطاقة الذرية
كان ديفيد أولبرايت في الفترة من 1992 إلى 1997مرتبطًا بفريق العمل التابع للوكالة الدولية للطاقة الذرية. وفي يونيو 1996، دُعي ليكون أول مفتش غير حكومي للبرنامج النووي العراقي واستجوب المسؤولين العراقيين حول برنامج تخصيب اليورانيوم في ذلك البلد.
أعد أولبرايت في عام 2001 تحليلاً لشبكة سي إن إن للوثائق التي العثور عليها في منزل آمن مهجور لتنظيم القاعدة في كابول يُعتقد أن أبو خباب استخدمه، والذي وصفوه بأنه "القائد الأعلى للأسلحة الكيميائية والبيولوجية لأسامة بن لادن". وأكد أولبرايت أن الوثائق التي تم التخلي عنها تضمنت خططًا لقنبلة نووية ومذكرات تدريبية مكثفة حول التعامل مع المواد الإشعاعية.
كان أولبرايت ومنظمته في سبتمبر 2002 أول من انتقد علنًا ادعاءات إدارة بوش ووكالة المخابرات المركزية بشأن أنابيب الألومنيوم العراقية سيئة السمعة. رداً على أنابيب الألمنيوم العراقية، قال أولبرايت إنه ليس من الواضح ما إذا كانت الأنابيب مخصصة لأجهزة الطرد المركزي لليورانيوم. تنص مجلة الصحافة الأمريكية الصادرة في أغسطس/سبتمبر 2003 على ما يلي:
ذكر بوب سايمون في برنامج 60 دقيقة في 8 ديسمبر [2002] أن قصة أنابيب الألومنيوم كانت موضع طعن. ونقل عن مسؤولين في المخابرات البريطانية وديفيد أولبرايت، مفتش الأسلحة في العراق لدى الأمم المتحدة في التسعينيات. قال أولبرايت: "الأشخاص الذين فهموا أجهزة الطرد المركزي الغازية شعروا بشكل موحد تقريبًا أن هذه الأنابيب لم تكن مخصصة لاستخدام أجهزة الطرد المركزي الغازية." فقال سايمون لأولبرايت: يبدو أن ما تقترحه هو أن تسريب الإدارة لصحيفة نيويورك تايمز بخصوص أنابيب الألمنيوم كان مضللاً؟ أولبرايت: "أوه، أعتقد أنه كان كذلك. أعتقد - أعتقد أنه كان مضللاً للغاية."
صرح أولبرايت: "إذا نشرت حكومة الولايات المتحدة معلومات سيئة، فإنها تخاطر بتقويض المعلومات الجيدة التي تمتلكها. وفي هذه الحالة، أخشى أن تكون المعلومات قد نشرت لهدف سياسي قصير المدى: إقناع الناس بأن صدام صدام حسين قريب من امتلاك أسلحة نووية».
وقد كشف أولبرايت بعد ذلك عن عيوب في الأدلة النووية الأخرى التي قدمتها إدارة بوش في الفترة التي سبقت حرب العراق. وقبل بداية الحرب، أصبح أيضًا متشككًا في أن العراق يمتلك مخزونًا كبيرًا من الأسلحة الكيميائية والبيولوجية.
وصف ملف تعريف في مجلة ناشيونال جورنال في عام 2004 أولبرايت بأنه "الرجل الذي يلجأ إليه الإعلاميون الذين يبحثون عن تحليل مستقل لبرامج [أسلحة الدمار الشامل] في العراق".
حصلت أولبرايت على جائزة منتدى جوزيف أ. بيرتون المرموقة من الجمعية الفيزيائية الأمريكية في عام 2006، وهي جمعية مهنية للفيزيائيين الأمريكيين. الاستشهاد به "لجهوده الدؤوبة والمثمرة لإبطاء نقل تكنولوجيا الأسلحة النووية. فهو يجلب مزيجًا فريدًا من الفهم العميق والموضوعية والفعالية إلى هذه المنطقة المضطربة"
اُقتبس تقرير لأولبرايت في مقال بتاريخ 15 يونيو 2008 في صحيفة واشنطن بوست. وذكر في نسخة مسربة من مسودة تقرير (من المقرر نشرها بالكامل في الأسبوع الذي يبدأ في 15 يونيو/حزيران 2008) أن شبكة لتهريب الأسلحة النووية - التي باعت أجزاء ذات صلة بالقنابل إلى ليبيا وكوريا الشمالية وإيران - كانت لديها خطط لشن هجوم نووي. جهاز نووي متقدم، مدمج بما يكفي ليناسب صاروخًا باليستيًا تستخدمه إيران وعشرات الدول النامية الأخرى. ولم يكن معروفًا ما إذا كانت هذه الخطط قد تمت مشاركتها مع أي نظام؛ وقد دُمرت المخططات مؤخرًا.
كان أولبرايت ضيف على تقرير كولبير في فبراير 2011 وتحدثت عن فيروس ستوكسنت.

## لاحقاً
أسس أولبرايت وهو الآن رئيس معهد غير ربحي للعلوم والأمن الدولي (ISIS) في واشنطن العاصمة. وهو يدير عمل مشروعه بعد تقاعده من الوكالة الدولية للطاقة الذرية، ويرأس جهود جمع التبرعات، ويرأس مجلس إدارته. بالإضافة إلى ذلك، فهو ينشر ويجري الأبحاث العلمية بانتظام. وقد كتب العديد من التقييمات حول برامج الأسلحة النووية السرية في جميع أنحاء العالم.

## أنظر أيضا
جنوب أفريقيا وأسلحة الدمار الشامل

## روابط خارجية
- http://isis-online.org/about/staff/albright/ - السيرة الذاتية
- مرات الظهور على سي-سبان